# Condado de Limpias
El condado de Limpias es un título nobiliario español concedido por el rey Alfonso XII el 4 de octubre de 1881 a Serafina de Trevilla Ladrón de Guevara por los méritos contraídos por su marido, el ingeniero militar Antonio Cirilo del Rivero Trevilla, responsable (junto con Saturnino Fernández) del proyecto con el que se completaron los fuertes de Santoña.
El título hace referencia al municipio de Limpias.

## Condes de Limpias
|                          | Titular                                | Periodo                  |
| Creación por Alfonso XII | Creación por Alfonso XII               | Creación por Alfonso XII |
| ------------------------ | -------------------------------------- | ------------------------ |
| I                        | Serafina de Trevilla Ladrón de Guevara | 1881-1893                |
| II                       | Justino María del Rivero y Trevilla    | 1893-1909                |
| III                      | Ramón del Rivero y Miranda             | 1909-1955                |
| IV                       | Alfonso del Rivero y Aguirre           | 1955-1990                |
| V                        | Alfonso de Rivero y Soto               | 1990-2021                |
| VI                       | María Cristina del Rivero y Soto       | 2021-hoy                 |

## Historia de los condes de Limpias
- Serafina de Trevilla Ladrón de Guevara (San Esteban de Carranza, 13 de octubre de 1818-¿?), I condesa de Limpias.[1]

Casó el 27 de septiembre de 1844 en San Esteban de Carranza con Antonio Cirilo del Rivero Trevilla (Limpias, 9 de julio de 1797-Limpias, 7 de septiembre de 1867). Le sucedió el 16 de marzo de 1893 por cesión, su hijo:
- Justino María del Rivero y Trevilla (Santoña, 27 de septiembre de 1845-Madrid, 17 de marzo de 1909), II conde de Limpias.[1]

Casó el 26 de septiembre de 1873 con Elena de Miranda y Cárcer (Madrid, 13 de agosto de 1858-Madrid, 20 de enero de 1882). Le sucedió el 2 de julio de 1909 su hijo:
- Ramón del Rivero y Miranda (Madrid, 18 de octubre de 1880-Madrid, 9 de septiembre de 1954), III conde de Limpias.

Casó el 7 de febrero de 1904 con Lucía Aguirre de Cárcer (Madrid, 2 de diciembre de 1877-¿?). En 19 de julio de 1955 sucedió su hijo:
- Alfonso del Rivero y Aguirre (Madrid, 1 de febrero de 1909-13 de enero de 1990), IV conde de Limpias.

Casó con María Teresa Soto y Burgos (¿?-Madrid, 28 de diciembre de 2002). En 16 de enero de 1990 sucedió su hijo:
- Alfonso de Rivero y Soto (m. Madrid, 12 de enero de 2021),[6] V conde de Limpias.

Contrajo matrimonio con Cristina Aguirre de Cárcer Erasun. Le sucedió su hermana:
- María Cristina del Rivero y Soto, VI condesa de Limpias.[7]